# 最強のふたり
『最強のふたり』（さいきょうのふたり、原題: Intouchables）は、2011年のフランスのバディヒューマン映画。監督・脚本はエリック・トレダノとオリヴィエ・ナカシュ、出演はフランソワ・クリュゼとオマール・シーなど。
2017年『人生の動かし方』などリメイクが多い。

## 概要
頸髄損傷で体が不自由な富豪と、その介護人となった貧困層の移民の若者との交流を、ときおりユーモアを交えながら描いたドラマ。
2011年10月23日、第24回東京国際映画祭のコンペティション部門にて上映され、最高賞である東京サクラグランプリを受賞し、主演の2人も最優秀男優賞を受賞した。また、第37回セザール賞で作品・監督・主演男優・助演女優・撮影・脚本・編集・音響賞にノミネートされ、オマール・シーが主演男優賞を受賞した。
フランスでの歴代観客動員数で3位（フランス映画のみの歴代観客動員数では2位）となる大ヒット作となった。日本でも興行収入が16億円を超え、日本で公開されたフランス語映画の中で歴代1位のヒット作となった。その一方で後述のように、評論家の間では賛否が分かれている。
エンドクレジットには、映画によって得られた利益の5%が、ローラン・ド・シェリゼによって設立された麻痺者のための協会「シモン・ド・シレーヌ」（Simon de Cyrène）に寄付されることが示されている。

## あらすじ
パリに住む富豪のフィリップ（フランソワ・クリュゼ）は、頸髄損傷で首から下の体を動かすことができない。フィリップと秘書のマガリー（オドレイ・フルーロ）は、住み込みの新しい介護人を雇うため、候補者の面接をパリの邸宅でおこない、そこにドリス（オマール・シー）が面接を受けに来る。しかしドリスは職に就く気はなく、給付期間が終了間際となった失業保険を引き続き貰えるようにするため面接を受け、不合格になったことを証明する書類にサインが欲しいだけだった。気難しいところのあるフィリップは、他の候補者を気に入らず、介護や看護の資格も経験もないドリスを、周囲の反対を押し切って雇うことにする。
試用期間として1か月間フィリップの介護人として働くことになったドリスは、仕事ぶりは少々雑ではあったが、フィリップは自身を病人としてではなく、ひとりの人間として扱ってくれる彼と次第に親しくなっていく。働き始めて1か月後ドリスはフィリップの信頼を得て本採用が決まり、ある晩2人で外食した際に彼の体の障害や亡くなった妻の話を聞く。
数日後、フィリップが文通相手の女性に出す手紙をマガリーに代筆してもらっていた所、部屋に入ってきたドリスに「相手の女性とはお互いに顔も声も知らない」と伝える。まどろっこしく感じたドリスは文通相手の電話番号を見つけて勝手に電話してしまい、仕方なく電話に出たフィリップは相手の女性と後日外で会う約束をする。数日後、文通相手と会うために助手と2人で待ち合わせ場所に向かうフィリップだったが、自身の障害を知られるのが怖くてドタキャンしてしまう。
フィリップに電話で呼び出されたドリスはそのまま2人で飛行機で旅行に出かけ、プロの手を借りてパラグライダーでしばしの時間、大空を舞う。フィリップの邸宅に戻った2人だったが、そこに問題を抱えたドリスの弟がやって来て兄に助けを求める。ドリスから実家で暮らす家族の話を聞いたフィリップは、彼との別れを決める。
ドリスはフィリップ邸で身に付けたマナーや教養、立ち振舞が評価され、運送会社への再就職が決まって働き出すも、フィリップはドリスが去ったことで精神的な活力を徐々に失っていき、新しい介護人とも打ち解けられないなどにわかに体調を崩してしまう。心配したマガリーやイヴォンヌから連絡を受けたドリスが駆け付け、ドリスはフィリップを連れてフランス南西部のカブール (フランス)にあるホテルへと連れて行く。ドリスとの再会で元気を取り戻したフィリップだが、翌日、ホテルのレストランでランチを取る際にドリスはフィリップを置いて退出してしまう。訝しむフィリップだったが、そんな彼の前に文通相手の女性、エレノアが現れた。驚いてレストランの外ににいるドリスへと窓から顔を向けるフィリップだったが、ドリスは笑顔を浮かべて2人を祝福するのだった。

映画は物語のモデルとなったフィリップ・ポゾ・ディ・ボルゴとアブデル・セロウが丘の中腹で一緒にいるショットで終わり、映画冒頭のパラグライダーのシーンを思い出させる。最後には、2人が今でも親しい友人であり続けていることが書かれている。

## キャスト
フィリップ
演 - フランソワ・クリュゼ、日本語吹替 - 小川真司
頸髄損傷の富豪。普段の移動では電動車いすを利用している。ドリスが邸宅内の別室にいる時は、“赤ちゃんモニター”と呼ばれる機器で会話のやり取りをしている。堅物な性格なためこれまでに介護人を何人か雇ってきたが全員1週間ほどで逃げ出している。しばしば夜中に幻痛症と呼ばれる発作に苦しむ。趣味は、クラシック音楽や絵画などの芸術を鑑賞すること。怪我を負う前は、スポーツ競技としてパラグライダーを時々楽しんでいた。
ドリス
演 - オマール・シー、日本語吹替 - 菅原正志
スラム街出身の黒人青年。冒頭で意図せずフィリップの介護人となる。日常の介助の他フィリップの外出時の車の運転手も務めるが実は無免許。基本的には雑な言動をしていて不真面目な性格だが、根は悪くなく陽気でくだらない冗談を時々言っている。相手が誰であろうといつもタメ口で話し、自分が思った正直な気持ちをぶつけている。ノリの良い洋楽が好きで「踊れない音楽は音楽じゃない」という持論を持つ。
イヴォンヌ
演 - アンヌ・ル・ニ、日本語吹替 - 野村須磨子
フィリップの助手。60歳前後の女性。当初ドリスを「乱暴な人」と評し、不真面目な彼によく口頭で注意していたが徐々に打ち解け始める。規律に厳しい性格だが実は他人の恋愛話が好き。
マガリー
演 - オドレイ・フルーロ、日本語吹替 - 佐古真弓
フィリップの秘書、口述筆記などを担当しており、フィリップが言った内容をエレノア宛の手紙を代筆している。才色兼備で色気があり、ドリスから異性として気に入られている。
マルセル
演 - クロティルド・モレ、日本語吹替 - 白川万紗子
フィリップの使用人。介護士。毎朝7時頃に邸宅に訪れてフィリップの体のケアや運動機能を衰えさせないリハビリのようなことを2時間ほどしている。フィリップの世話をするようになったドリスに日常の介助の仕方などを教える。
エリザ
演 - アルバ・ガイア・クラゲード・ベルージ
フィリップの娘。16歳。実は養子でフィリップとは血縁関係はない。お嬢様扱いされて裕福な生活を送ってきたため、気が強く小生意気な性格でフィリップ以外の人から指図を受けることを嫌う。ドリスのことを見下している。
バスティアン
演 - トマ・ソリヴェレ
エリザのボーイフレンド。毛量の多い髪型をしており、ドリスから陰で“モップみたいな頭の男”と呼ばれている。
アルベール
演 - クリスティアン・アメリ
フィリップ邸の庭師。薄毛のおじさん。仕事は、フィリップの家の庭の手入れやちょっとした農作物を育てている。ドリスによるとイヴォンヌに気があるとのこと。
アントニー
演 - グレゴリー・オースターマン
フィリップの友人。ドリスが過去に半年間服役していたことを法務省の知り合いから聞き、フィリップに知らせて用心するよう助言する。
ミナ
演 - アブサ・ダイヤトーン・トゥーレ
ドリスの妹。年は日本で言う高校生ぐらい。自身の学校が終わってから母親が仕事から帰宅するまでの間、8人ぐらいいる幼い弟妹たちの面倒を見ている。ドリスが半年も実家に連絡をしないでぶらぶらしていることに不満を感じている。
アダマ
演 - シリル・マンディ
ドリスの弟。年は日本で言う中学生ぐらい。年上の不良仲間がおり、詳細は不明だが何か悪いことをやって留置場に入れられるなど素行が悪い。ドリスから心配されているが、反抗期らしく素直になれず反発している。
エレノア
演 - ドロテ・ブリエール・メリット
フィリップの文通相手。半年間フィリップと手紙のやり取りをしているがお互いに顔を見たことはない。フィリップ宛の手紙はいつも青い封筒に入れており、フィリップからは詩のような言葉で綴られた手紙を受け取っている。
アリス
フィリップの妻。故人。フィリップとは大恋愛の末に結婚し妊娠するが流産し、その後不治の病により亡くなっている。生前、25年間毎年ファベルジェの卵をフィリップにプレゼントしており、彼にとって宝物となる。

## スタッフ
- 監督・脚本 - エリック・トレダノ（フランス語版）、オリヴィエ・ナカシュ（フランス語版）
- 撮影監督 - マチュー・ヴァドピエ
- プロデューサー - ニコラ・デュヴァル・アダソフスキ（フランス語版）、ヤン・ゼノウ（フランス語版）、ローラン・ゼイトゥン（フランス語版）
- 編集 - ドリアン・リガル＝アンスー
- 美術 - フランソワ・エマニュエリ
- 音楽 - ルドヴィコ・エイナウディ

## 製作エピソード
- この映画は、実在の人物である フィリップ・ポゾ・ディ・ボルゴとその介護人アブデル・ヤスミン・セロー（Abdel Yasmin Sellou）をモデルにしている。フィリップは、1951年生まれで、1993年に事故で頸髄損傷となり、2001年に自身のことや介護人アブデルとのことを書いた書籍『Le Second Souffle』（和訳：第二の呼吸）を出版した。
- 2002年には、フィリップとアブデルはフランスのテレビ番組『Vie privée, vie publique』で取り上げられた。この番組の司会者ミレイユ・デュマ（英語版）は2人に興味を持ち、2003年に2人を描いたドキュメンタリー『À la vie, à la mort』を製作した。
- このドキュメンタリーを観たエリック・トレダノとオリヴィエ・ナカシュが、映画化を考え、フィリップに話を聞きに行き、脚本を書き上げて、映画を監督した[3]。

## 実話との相違点
- 劇中では雇ったのはドリスというアフリカ系の黒人になっているが、実際はアルジェリア出身のアブデルという青年（当時24歳）だった[4]。
- 劇中、フィリップの妻ベアトリスはすでに死亡したことになっているが、実際に彼女ががんで亡くなったのは、アブデルが家にやって来てから4年後の1996年5月のこと。
- 映画では、ドリスの弟が助けを求めに来たことをきっかけに、雇用関係を解消。ほんの1年程度の出来事のような印象だが、実際には10年間にわたって面倒を見ており、2人はモロッコへ移住するのだが、アブデルが現地の女性を好きになったため、アブデルの将来のことを考えて、フィリップの方から契約を解除している。

## 作品の評価
本作に関する評価は賛否が割れている。感動的なストーリーテリングと俳優陣の演技により国際的に高い人気を得た一方で、各国の批評家や文化評論家からは、人種や階級に関する描写がステレオタイプに基づいているとして批判を受けた。特に、黒人の登場人物を「魔法の黒人（マジカル・ニグロ）」的役割に押し込めている点や、フランス社会における階級格差や移民問題を過度に単純化・理想化しているとの指摘がなされた。また、一部の批評では、本作が現実の社会的不平等を軽視し、白人観客に都合のよい和解の物語を提供していると評価された。
映画評論サイトRotten Tomatoesでは122件のレビューに基づき75%の支持率、平均点は10点満点中6.7点となっている。評論家の共通認識は「本作は、潜在的に厄介なテーマを丁寧に扱っているが、『最強のふたり』は強力なキャストと非常に繊細な演出のおかげでうまく切り抜けている」となっている。 Metacriticでは、31人の専門批評家による評価に基づき、100点満点中57点の「賛否両論」となっている。
フランスの映画雑誌『カイエ・デュ・シネマ』は本作を非常に激しく批判し、「感傷的なメロドラマ」であり、「実話に基づくという主張が不適切な感動の押し売りに利用されている」とした。また、映画の構造を「不快なほどの甘ったるさと、現実逃避的な楽観主義」に満ちているとし、社会的・人種的な現実を美化し、観客に安易な感動を提供していると指摘した。同誌の批評家ステファン・ドロルムは、映画の描写が現実の複雑さを無視し、ステレオタイプに基づいた単純化された物語を提供していると述べ、映画が「社会的な不平等や人種差別の問題を真剣に扱うことなく、表面的な感動に終始している」と批判した。リベラシオン・ネクスト誌2011年12月3日号もこの映画を高く評価しておらず、次のように述べている。「『最強のふたり』が私たちに教えてくれるのは、もしドリスのような悪い貧しい人々がいるとしたら、それは富裕層が彼らに、不公平な社会秩序にうまく従うための原則を適切に伝えることができなかったからだ。これは、ますます不平等になっている世界への従順さを貧しい人々に教える教育機関の失敗という理論を思い起こさせる教訓だ。」
シカゴ・サンタイムズ紙の映画評論家ロジャー・イーバートは本作に4つ星満点中2.5をつけ、主演２人の演技については評価しながらも、「黒人はリズムと魂を持ち、それを白人が学ぶことで幸福になれる」といった人種的ステレオタイプに基づく描写については、安易で侮蔑的なクリシェに陥っていると評した。また、本作の問題点はキャスティングにあるとし、オマール・シーのキャラクターは過剰に友好的で陽気であり、アフリカ系移民の描かれ方について2008年のアメリカ映画Goodbye Soloと比較したうえで本作は「罠にはまっている」と評した。『ザ・ニューヨーカー』のデビッド・デンビーは本作を「骨抜きにされた平凡な『潜水服は蝶の夢を見る』」と評し、破滅的なまでに見下した態度に陥っていると批判した。『バラエティ』誌のジェイ・ワイスバーグも、「『最強のふたり』ほど不快な作品はない。映画はいわゆるアンクル・トムのような露骨な人種差別を助長している」と酷評した。
イギリスのインディペンデント紙は本作は裕福な白人男性が、貧困層出身の黒人男性との交流を通じて人生の喜びや“リズム”を学び癒されていくという、使い古されたステレオタイプの枠組みに安易に乗っかった三流のバディムービーであり、1940年代のアメリカ南部を舞台にした『ドライビングMissデイジー』と異なり、現代フランスという舞台設定にもかかわらず、社会的・人種的文脈への自覚や批評性を欠いたまま、観客に都合の良い心温まるファンタジーを提供している点を批判した。

## 公開・興行成績
2011年10月23日に第24回東京国際映画祭のコンペティション部門にて上映され、これがアジアにおける初上映となった。
フランスでは、2011年11月2日に公開され、週間観客動員数で初登場から10週連続1位になった。また、2011年にフランスで公開された映画の観客動員数でも1位となった。これは、2位の Rien à déclarer （監督：ダニー・ブーン）や3位の『ハリー・ポッターと死の秘宝 PART2』の倍以上の動員数であった。

## 主な受賞・ノミネート
| 年     | 賞・映画祭                   | 部門                 | 対象者                                      | 結果       |
| ------ | ---------------------------- | -------------------- | ------------------------------------------- | ---------- |
| 2011年 | 第24回東京国際映画祭         | 東京サクラグランプリ |                                             | 受賞       |
| 2011年 | 第24回東京国際映画祭         | 最優秀男優賞         | フランソワ・クリュゼ オマール・シー         | 受賞       |
| 2012年 | 第37回セザール賞             | 作品賞               |                                             | ノミネート |
| 2012年 | 第37回セザール賞             | 監督賞               | エリック・トレダノ オリヴィエ・ナカシュ     | ノミネート |
| 2012年 | 第37回セザール賞             | 主演男優賞           | フランソワ・クリュゼ                        | ノミネート |
| 2012年 | 第37回セザール賞             | 主演男優賞           | オマール・シー                              | 受賞       |
| 2012年 | 第37回セザール賞             | 助演女優賞           | アンヌ・ル・ニ                              | ノミネート |
| 2012年 | 第37回セザール賞             | 撮影賞               | マチュー・ヴァドピエ                        | ノミネート |
| 2012年 | 第37回セザール賞             | 脚本賞               | エリック・トレダノ オリヴィエ・ナカシュ     | ノミネート |
| 2012年 | 第37回セザール賞             | 編集賞               | ドリアン・リガル＝アンスー                  | ノミネート |
| 2012年 | 第37回セザール賞             | 音響賞               | Pascal Armant Jean Goudier Jean-Paul Hurier | ノミネート |
| 2012年 | 第17回リュミエール賞         | 最優秀男優賞         | オマール・シー                              | 受賞       |
| 2012年 | グローブ・ドゥ・クリスタル賞 | 最優秀映画賞         |                                             | 受賞       |
| 2012年 | グローブ・ドゥ・クリスタル賞 | 最優秀男優賞         | オマール・シー                              | 受賞       |
| 2012年 | フランス映画祭               | 観客賞               |                                             | 受賞       |
| 2013年 | 第36回日本アカデミー賞       | 最優秀外国作品賞     |                                             | 受賞       |

## リメイク
複数の言語でリメイクされている。
- テルグ語では『Oopiri』として2016年にリメイクされた。
- ヒンディー語ではリメイクの企画が進行中である。
- スペイン語では『Inseparables』として2016年にリメイクされた。
- 英語では2019年にブライアン・クランストン、ケヴィン・ハート主演で『人生の動かし方』（The Upside）としてリメイクされた。日本ではAmazonプライム・ビデオで配信され、2019年12月には劇場公開されている。